# Oberhausen (Weilheim-Schongau)
Oberhausen é um município da Alemanha, situado no distrito de Weilheim-Schongau, no estado da Baviera. Tem 14,91 km² de área, e sua população em 2019 foi estimada em 2097 habitantes.